# Nicolas Bourbon der Ältere

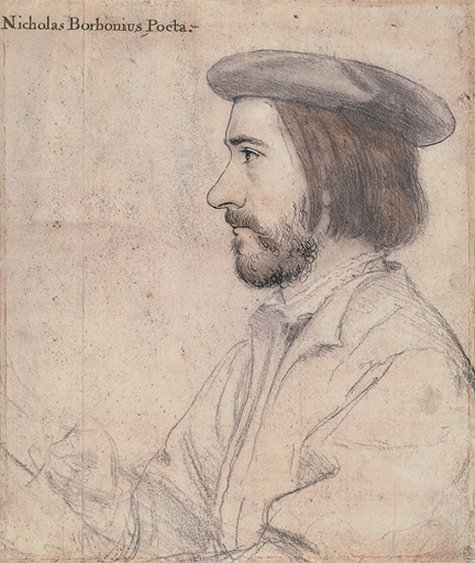
Nicolas Bourbon der Ältere, porträtiert von Hans Holbein dem Jüngeren (1535)

Nicolas Bourbon der Ältere (* 1503 in Vendeuvre-sur-Barse; † 1550 in Candé) war ein französischer neulateinischer Dichter.

## Leben und Werk
Nicolas Bourbon der Ältere (nicht zu verwechseln mit seinem Großneffen Nicolas Bourbon dem Jüngeren, 1574–1544) war der Sohn eines reichen Eisenwerkbesitzers, der ihm durch Jacques Toussain aus Troyes, späterer erster Inhaber des Griechisch-Lehrstuhls am Collège de France, eine hervorragende Ausbildung angedeihen ließ. Früh verfasste er unter dem Titel Ferraria auf Latein ein Lehrgedicht über die Eisenhütte seines Vaters, das zweimal ins Deutsche übertragen wurde und 1960 als Jubiläumsschrift dienen konnte. Nach einer Zeit in England ließ er sich in Lyon nieder.
Berühmt wurde Boubon durch die 1533 zuerst erschienene umfangreiche neulateinische Epigrammsammlung Nugae (Nichtigkeiten), die 2008 ins Französische übertragen und kritisch herausgegeben wurde. Margarete von Navarra wählte ihn für die Erziehung ihrer Tochter Jeanne d’Albret (1528–1572). Nach getaner Pflicht zog er sich nach Candé zurück und starb dort zu einem unbekannten Zeitpunkt. Das letzte dokumentierte Lebenszeichen stammt von 1550. Er wurde von  Hans Holbein dem Jüngeren porträtiert. In Vendeuvre-sur-Barse ist eine Schule nach ihm benannt.
Verdun-Louis Saulnier und in jüngster Zeit Sylvie Laigneau-Fontaine (* 1963) haben sich um seine Rezeption verdient gemacht.

## Werke (Auswahl)
- Ferraria
  - (französisch) Poème sur les forges, composé en 1517 par Nicolas Bourbon. Traduit du latin par Antoine Dufrénoy (1819–1895). In: Annales des Mines Série 3, Volume 12, 1837, S. 137–148.
  - (französisch) Ferraria ou les Forges de Nicolas Bourbon. Von Albert France-Lanord (1915–1993). In: Le Pays Lorrain 86, Bd. 70, 1989, S. 165–174.
  - (deutsch) Der Eisenhammer. Ein technologisches Gedicht des 16. Jahrhunderts. Hrsg. Ludwig Harald Schütz (1873–1941). Dietrich, Göttingen 1895.
  - (deutsch) Ferraria. Ein eisenhüttenmännisches Gedicht des 16. Jahrhunderts von Nicolas Bourbon, aus dem Lateinischen ins Deutsche übertragen von Otto Johannsen (1882–1960). Duisburg 1960.  (Zum 100-jährigen Bestehen des Vereins Deutscher Eisenhüttenleute überreicht von der DEMAG, Duisburg)
- Nugae (Bagatelles) 1533. Mit französischer Übersetzung hrsg. von Sylvie Laigneau-Fontaine. Droz, Genf 2008. (mit Biografie und Analyse)
  - Nugarum libri octo. Basel 1540.
  - Les bagatelles de Nicolas Bourbon, présentées et traduites par Verdun-Louis Saulnier. Haumont, Paris 1945. (Auswahl)
- Nicolai Borbonii Vandoperani Opusculum puerile ad pueros de moribus, sive paidagōgeion. Gryphius, Lyon 1536.